# Ralph Sherwin
Ralph Sherwin (Rodsley, 25 de octubre de 1550-Tyburn, 1 de diciembre de 1581) fue un misionero inglés de la Compañía de Jesús, mártir de la fe y proclamado santo en 1970.

## Biografía
Sherwin nació en Rodsley, Derbyshire, de John y Constance Sherwin y fue bautizado en Longford Church. Estudió en Eton College. En julio de 1568, Sir William Petre lo nombró miembro del Exeter College de Oxford. Sherwin mostró un talento particular para la filosofía y las lenguas antiguas, tanto que fue "considerado un filósofo agudo y un excelente erudito griego y judaísta". Obtuvo su Licenciatura en Artes en 1571 y su Maestría en Artes el 2 de julio de 1574, y al año siguiente se convirtió al catolicismo. Se trasladó a Francia con el pretexto de estudiar medicina allí, y entró en el seminario inglés de Douai, donde fue ordenado sacerdote por el obispo de Cambrai el 23 de marzo de 1577. El 2 de agosto de 1577 partió para Roma, donde estudió en la English College durante casi tres años. El 18 de abril de 1580, Sherwin y trece compañeros salieron de Roma para ir misioneros a Inglaterra. Al llegar a Inglaterra a principios de agosto, Sherwin prosiguió con éxito su ministerio sacerdotal en varias partes del país.
El 9 de noviembre de 1580 Sherwin fue arrestado mientras predicaba en la casa de Nicholas Roscarrock en Londres y fue encarcelado en Marshalsea, donde convirtió a muchos otros prisioneros. El 4 de diciembre fue trasladado a la Torre de Londres, donde fue torturado sobre el caballete y, más tarde, fue puesto en régimen de aislamiento sin comida. Se dice que la propia reina Isabel se ofreció a nombrarlo obispo si abjuraba, pero Sherwin se negó. Después de pasar un año en prisión, finalmente fue juzgado junto con Edmund Campion por cargos de conspiración. Fue sentenciado a Westminster Hall el 20 de noviembre de 1581. Once días después fue arrastrado a Tyburn junto con Alexander Briant y Edmund Campion, donde los tres mártires fueron ahorcados, destripados y descuartizados. En la horca, Ralph Sherwin "profesó su inocencia, proclamó su fe católica y rezó por la reina". Las últimas palabras de Sherwin fueron "¡Jesu, Jesu, Jesu, esto mihi Jesus!".

## Veneración
Sherwin fue el primer miembro del English College en Roma en ser martirizado.  En los años 1581-1681, más de cuarenta estudiantes fueron martirizados por su fe. Fue beatificado el 29 de diciembre de 1886 por el Papa León XIII. Fue canonizado el 25 de octubre de 1970 por el Papa Pablo VI como uno de los Santos Cuarenta Mártires de Inglaterra y Gales que se conmemoran juntos el 25 de octubre. Su fiesta individual se celebra el 1 de diciembre, día de su martirio.
Una iglesia católica en el área de Chellaston de Derby, registrada en enero de 1981, fue dedicada a Ralph Sherwin. La iglesia fue demolida en 2018 para dejar espacio a un supermercado Lidl.
El Sherwin Football Club con sede en el área de Normanton de Derby fue fundado en 1973, el club ofrece fútbol y oportunidades sociales para todas las edades y ambos sexos en la comunidad local. Los colores del club son morados con ribetes amarillos.